# Тарифи Кроче (Козенца)
Тарифи Кроче је насеље у Италији у округу Козенца, региону Калабрија.
Према процени из 2011. у насељу је живело 374 становника. Насеље се налази на надморској висини од 269 м.